# San Martín de Neira de Rey
Neira de Rey (llamada oficialmente San Pedro de San Martín de Neira de Rei) es una parroquia española del municipio de Baralla, en la provincia de Lugo, Galicia.

## Otras denominaciones
La parroquia también es conocida por los nombres de San Martín de Neira de Rey y San Martiño de Neira de Rei.

## Organización territorial
La parroquia está formada por quince entidades de población, constando diez de ellas en el nomenclátor del Instituto Nacional de Estadística español:

### Entidades de población
Entidades de población que forman parte de la parroquia:
- A Bidueira
- A Condomiña
- Airexe (A Eirexe)[5]
- A Penalonga
- A Pereiriña
- Matela
- O Casoiro
- O Río de busto
- Os Mazos
- Riosubil
- San Martín
- Valados
- Vilares

### Despoblados
Despoblados que forman parte de la parroquia:
- Busto
- San Bernabel

## Demografía
| Gráfica de evolución demográfica de Neira de Rey entre 2000 y 2019 |
|                                                                    |
| Datos según el nomenclátor publicado por el INE.                   |